# Solpugista methueni
Espèce
Synonymes
- Solpuga methueni Hewitt, 1914

Solpugista methueni est une espèce de solifuges de la famille des Solpugidae.

## Distribution
Cette espèce est endémique de Namibie.

## Description
Le mâle holotype mesure 27,5 mm.

## Publication originale
- Hewitt, 1914 : Records and descriptions of the Arachnida of the Collection. In: The Percy Sladen Memorial Expedition to Great Namaqualand 1912-1913. Annals of the Transvaal Museum, vol. 4, p. 146-159.